# Lazzaro Vasari
Lazzaro Vasari ou Lazzaro Taldi, Lazzaro di Niccolò de' Taldi et Lazaro Vasari Aretino (Province d'Arezzo, 1399 - Arezzo, 1468), est un peintre italien du XVe siècle, dont l'œuvre se rattache au courant de la première Renaissance.  

## Biographie
Lazzaro Vasari est le fils d'un potier, activité qu'exercera plus tard son propre fils, Giorgio Vasari I, grand-père du peintre et historien de l'art Giorgio Vasari ; le peintre Luca Signorelli (1441-1523) est son neveu.
D'après Giorgio Vasari, Lazzaro a été ami avec Piero della Francesca, qui l'a amené à réaliser des ouvrages de plus grande dimension qu'auparavant. Il aurait d'ailleurs présenté le peintre Luca Signorelli, encore jeune, à Piero della Francesca qui est devenu son maître. Il a réalisé sa première fresque dans l'église San-Domenico d'Arezzo, où il s'est peint lui-même avec son fils Giorgio aux pieds de saint Vincent Ferrier. Il a également orné des caparaçons de chevaux et des bannières de confréries religieuses et peint à fresque à l'église San-Gimignano d'Arezzo, dans l'église des Servites de Pérouse et dans l'église San-Francesco de Castiglione d'Arezzo.
Il meurt à Arezzo en 1468 et est enterré dans la chapelle San Giorgio de la même ville.

## Œuvres

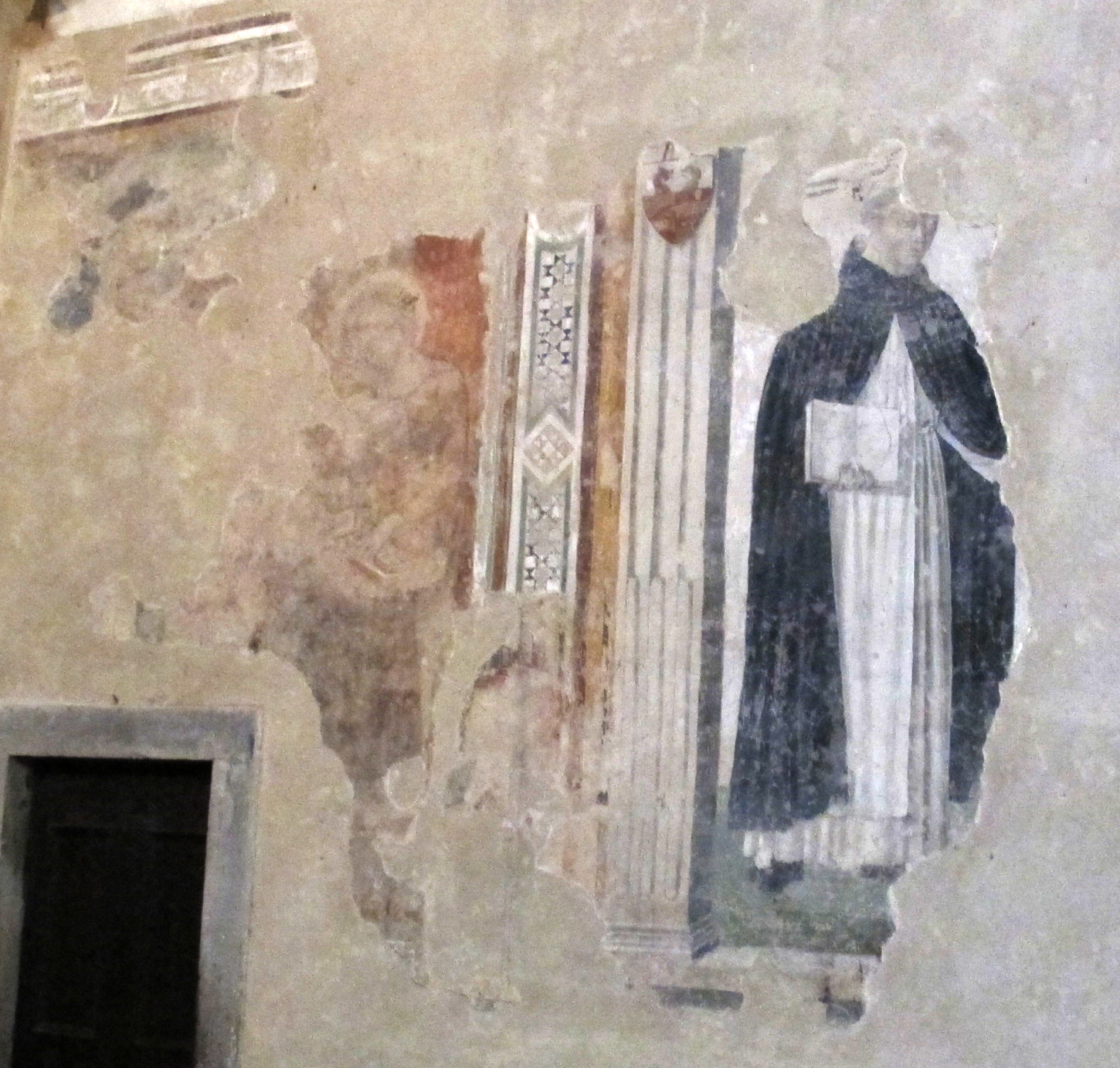
Fresque de saint Vincent Ferrier à Arezzo

- Fresque de saint Vincent Ferrier,  Église San Domenico (Arezzo)